# Gen-Milch
Gen-Milch ist ein politisches Schlagwort von Greenpeace, das darauf aufmerksam machen soll, dass die Milchlieferanten der Firma Molkerei Alois Müller („Müllermilch“) gentechnisch veränderte Pflanzen an die zur Milchgewinnung eingesetzten Rinder verfüttern dürfen. Der Begriff wurde von Greenpeace bei Aktionen, die in Supermärkten Kunden auf die Entstehung der Produkte aufmerksam machen sollen, verwendet. Müller hatte zunächst öffentlich bestritten, Milch von Landwirten zu beziehen, die gentechnisch verändertes Futter an ihre Kühe verfüttern. Bei der Entnahme von Futterproben wurde dann jedoch gentechnisch verändertes Soja von Greenpeace entdeckt.
Durch das Bekleben von Müller-Produkten kam es zu einer Reihe gerichtlicher Auseinandersetzungen zwischen Müller und Greenpeace.
Verlauf der gerichtlichen Entscheide:
- Am 23. Juni 2004 untersagte das Kölner Landgericht durch eine einstweilige Verfügung Greenpeace, im Zusammenhang mit Müller-Milch den Begriff Gen-Milch zu nennen.
- Am 28. Oktober 2004 entschied das Oberlandesgericht (OLG) Köln, dass Müllermilch von Greenpeace wieder als Gen-Milch bezeichnet werden dürfe.
- Am 16. März 2005 erließ das Landgericht Köln eine einstweilige Verfügung, durch die Greenpeace nur noch unter einer Reihe von formalen Bedingungen erlaubt war, den Begriff Gen-Milch zu verwenden.
- Am 5. Juli 2005 sprach das OLG Köln Greenpeace erneut das Recht zu, Produkte des Milchkonzerns Müller als Gen-Milch zu bezeichnen.
- Am 24. Mai 2006 untersagte das Landgericht Köln Greenpeace die einfache Verwendung des Begriffs Gen-Milch erneut.
- Am 19. Dezember 2006 wurde vor dem OLG Köln Greenpeace zum dritten Mal per Gerichtsbeschluss die Verwendung des Begriffs zugesprochen. Greenpeace darf die Milch des Müller-Konzerns als Gen-Milch bezeichnen.
- Am 11. März 2008 schließlich verwarf der Bundesgerichtshof die dagegen gerichtete Revision von Müllermilch.[2]
- Am 8. September 2010 entschied das Bundesverfassungsgericht endgültig im Sinne von Greenpeace.[3]

Siehe auch: Genetisch modifizierte Nahrungsmittel